# Ваня Кінг
Ваня Кінг (англ. Vania King; нар. 3 лютого 1998) — колишня американська тенісистка тайванського походження, дворазова чемпіонка турнірів Великого шолома в парній грі.
Батьки Кінг емігрували з Тайваню до США ще до її народження. Її китайське ім'я Цзінь Цзюці (кит.: 金久慈). Вона має в своєму активі перемогу в турнірі WTA в одиночному розряді, але головні її успіхи пов'язані з парним розрядом. 2010 року Кінг виграла парні змагання Вімблдону та Відкритого чемпіонату США, граючи в парі з Ярославою Шведовою.

## Значні фінали

### Фінали турнірів Великого шолома

#### Парний розряд: 3 (2— 1)
| Результат | Рік  | Турнір                           | Поверхня | Партнерка                      | Супротивниці                  | Рахунок                 |
| --------- | ---- | -------------------------------- | -------- | ------------------------------ | ----------------------------- | ----------------------- |
| Перемога  | 2010 | Вімблдонський турнір             | Трава    | Ярослава Шведова               | Олена Весніна Віра Звонарьова | 7–6(8–6), 6–2           |
| Перемога  | 2010 | Відкритий чемпіонат США з тенісу | Тверде   | Шведова Ярослава В'ячеславівна | Лізель Губер Надія Петрова    | 2–6, 6–4, 7–6(7–4)      |
| Поразка   | 2011 | US Open (2)                      | Тверде   | Шведова Ярослава В'ячеславівна | Лізель Губер Ліза Реймонд     | 6–4, 6–7(5–7), 6–7(3–7) |

#### Мікст: 1 (0— 1)
| Результат | Рік  | Турнір                               | Поверхня | Партнер      | Супротивники           | Рахунок               |
| --------- | ---- | ------------------------------------ | -------- | ------------ | ---------------------- | --------------------- |
| Поразка   | 2009 | Відкритий чемпіонат Франції з тенісу | Ґрунт    | Марсело Мело | Боб Браян Лізель Губер | 7–5, 6–7(5–7), [7–10] |

### Прем'єрні обов'язкові та з чільних п'яти

#### Парний розряд: 4 (2— 2)
| Результат | Рік  | Турнір     | Поверхня | Партнер          | Супротивники                      | Рахунок            |
| --------- | ---- | ---------- | -------- | ---------------- | --------------------------------- | ------------------ |
| Поразка   | 2007 | Токіо      | Хард     | Ренне Стаббс     | Ліза Реймонд Саманта Стосур       | 6–7(6-8), 6–3, 5–7 |
| Перемога  | 2008 | Токіо (2)  | Хард     | Надія Петрова    | Ліза Реймонд Саманта Стосур       | 6–1, 6–4           |
| Поразка   | 2011 | Рим        | Ґрунт    | Ярослава Шведова | Пен Шуай Чжен Цзє                 | 2–6, 3–6           |
| Перемога  | 2011 | Цинциннаті | Хард     | Ярослава Шведова | Наталі Грандін Владіміра Углірова | 6–4, 3–6, [11–9]   |

## Фінали турнірів WTA

### Одиночний розряд: 3 (1 титул, 2 поразки)
| Перемога — Легенда                           |
| -------------------------------------------- |
| Турніри Великого шолома (0–0)                |
| Tier I / Premier Mandatory & Premier 5 (0–0) |
| Tier II / Premier (0–0)                      |
| Tier III, IV & V / International (1–2)       |

| Фінали за покриттям |
| ------------------- |
| Тверде (1–2)        |
| Трава (0–0)         |
| Ґрунт (0–0)         |
| Килим (0–0)         |

| Результат | W–L | Дата | Турнір                                    | Tier          | Покриття | Опонент            | Рахунок       |
| --------- | --- | ---- | ----------------------------------------- | ------------- | -------- | ------------------ | ------------- |
| Перемога  | 1–0 | 2006 | Bangkok Open, Таїланд                     | Tier III      | Тверде   | Тамарін Танасугарн | 2–6, 6–4, 6–4 |
| Поразка   | 1–1 | 2013 | Guangzhou International Women's Open, КНР | International | Тверде   | Чжан Шуай          | 6–7(1–7), 1–6 |
| Поразка   | 1–2 | 2016 | Jiangxi Open, КНР                         | International | Тверде   | Дуань Інін         | 6–1, 4–6, 2–6 |

### Парний розряд: 33 (15 титулів, 18 поразок)
| Легенда                                      |
| -------------------------------------------- |
| Турніри Великого шолома (2–1)                |
| Tier I / Premier Mandatory & Premier 5 (2–2) |
| Tier II / Premier (1–4)                      |
| Tier III, IV & V / International (10–11)     |

| Фінали за покриттям |
| ------------------- |
| Тверде (12–13)      |
| Трава (1–2)         |
| Ґрунт (2–3)         |
| Килим (0–0)         |

| Результат | W–L   | Дата     | Турнір                                                               | Tier          | Покриття   | Партнер                        | Опоненти                                                   | Рахунок                 |
| --------- | ----- | -------- | -------------------------------------------------------------------- | ------------- | ---------- | ------------------------------ | ---------------------------------------------------------- | ----------------------- |
| Поразка   | 0–1   | Жов 2006 | Guangzhou International Women's Open, КНР                            | Tier III      | Тверде     | Єлена Костанич-Тошич           | Лі Тін Сунь Тяньтянь                                       | 4–6, 6–2, 5–7           |
| Перемога  | 1–1   | Жов 2006 | Japan Open (теніс), Японія                                           | Tier III      | Тверде     | Єлена Костанич-Тошич           | Латіша Чжань Чжуан Цзяжун                                  | 7–6(7–2), 5–7, 6–2      |
| Перемога  | 2–1   | 2006     | Bangkok Open, Таїланд                                                | Tier III      | Тверде     | Єлена Костанич-Тошич           | Маріана Діас-Оліва Наталі Грандін                          | 7–5, 2–6, 7–5           |
| Поразка   | 2–2   | 2007     | Toray Pan Pacific Open, Японія                                       | Tier I        | Тверде     | Ренне Стаббс                   | Ліза Реймонд Саманта Стосур                                | 6–7(6–8), 6–3, 5–7      |
| Перемога  | 3–2   | 2007     | Гран-прі принцеси Лалли Мер'єм, Марокко                              | Tier IV       | Ґрунт      | Саня Мірза                     | Андрея Ехрітт-Ванк Анастасія Родіонова                     | 6–1, 6–2                |
| Перемога  | 4–2   | 2007     | Sunfeast Open, Індія                                                 | Tier III      | Тверде     | Алла Кудрявцева                | Альберта Бріанті Марія Коритцева                           | 6–1, 6–4                |
| Поразка   | 4–3   | Жов 2007 | Guangzhou Open, КНР                                                  | Tier III      | Тверде     | Сунь Тяньтянь                  | Пен Шуай Янь Цзи                                           | 3–6, 4–6                |
| Поразка   | 4–4   | 2007     | Японія Open, Японія                                                  | Tier III      | Тверде     | Чжуан Цзяжун                   | Сунь Тяньтянь Yan Zi                                       | 6–1, 2–6 [6–10]         |
| Поразка   | 4–5   | 2008     | Pattaya Women's Open, Таїланд                                        | Tier IV       | Тверде     | Сє Шувей                       | Chan Yung-Jan Chuang Chia-Jung                             | 4–6, 3–6                |
| Перемога  | 5–5   | 2008     | Pan Pacific Open, Японія                                             | Tier I        | Тверде     | Надія Петрова                  | Ліза Реймонд Саманта Стосур                                | 6–1, 6–4                |
| Перемога  | 6–5   | 2008     | Tournoi de Québec, Канада                                            | Tier III      | Тверде     | Анна-Лена Гренефельд           | Джилл Крейбас Тамарін Танасугарн                           | 7–6(7–3), 6–4           |
| Перемога  | 7–5   | 2009     | Brisbane International, Австралія                                    | International | Тверде     | Анна-Лена Гренефельд           | Клаудія Янс Аліція Росольська                              | 3–6, 7–5, [10–5]        |
| Перемога  | 8–5   | 2009     | Tournoi de Québec, Канада (2)                                        | International | Тверде     | Барбора Стрицова               | Софія Арвідссон Северін Бельтрам                           | 6–1, 6–3                |
| Перемога  | 9–5   | Лют 2010 | National Indoor, США                                                 | International | Тверде     | Міхаелла Крайчек               | Бетані Маттек-Сендс Меган Шонессі                          | 7–5, 6–2                |
| Поразка   | 9–6   | 2010     | Monterrey Open, Мексика                                              | International | Тверде     | Анна-Лена Гренефельд           | Івета Бенешова Barbora Záhlavová-Strýcová                  | 6–3, 4–6, [8–10]        |
| Поразка   | 9–7   | 2010     | Volvo Car Open, США                                                  | Premier       | Ґрунт      | Міхаелла Крайчек               | Лізель Губер Петрова Надія Вікторівна                      | 3–6, 4–6                |
| Перемога  | 10–7  | 2010     | Internationaux de Strasbourg, Франція                                | International | Ґрунт      | Алізе Корне                    | Кудрявцева Алла Олександрівна Родіонова Анастасія Іванівна | 3–6, 6–4, [10–7]        |
| Поразка   | 10–8  | 2010     | Rosmalen Grass Court Championships, Нідерландські Антильські острови | International | Трава      | Ярослава Шведова               | Кудрявцева Алла Олександрівна Родіонова Анастасія Іванівна | 6–3, 3–6, [6–10]        |
| Перемога  | 11–8  | Лип 2010 | Вімблдонський турнір, Great Britain                                  | Grand Slam    | Трава      | Шведова Ярослава В'ячеславівна | Олена Весніна Віра Звонарьова                              | 7–6(8–6), 6–2           |
| Перемога  | 12–8  | Вер 2010 | Відкритий чемпіонат США з тенісу, США                                | Grand Slam    | Тверде     | Шведова Ярослава В'ячеславівна | Лізель Губер Петрова Надія Вікторівна                      | 2–6, 6–4, 7–6(7–4)      |
| Поразка   | 12–9  | 2011     | Monterrey Open, Мексика                                              | International | Тверде     | Анна-Лена Гренефельд           | Івета Бенешова Barbora Záhlavová-Strýcová                  | 7–6(10–8), 2–6, [6–10]  |
| Поразка   | 12–10 | 2011     | Мастерс Рим, Італія                                                  | Premier 5     | Ґрунт      | Шведова Ярослава В'ячеславівна | Пен Шуай Чжен Цзє                                          | 2–6, 3–6                |
| Перемога  | 13–10 | 2011     | Мастерс Цинциннаті, США                                              | Premier 5     | Тверде     | Шведова Ярослава В'ячеславівна | Наталі Грандін Владіміра Угліржова                         | 6–4, 3–6, [11–9]        |
| Поразка   | 13–11 | Вер 2011 | US Open, США                                                         | Grand Slam    | Тверде     | Шведова Ярослава В'ячеславівна | Лізель Губер Ліза Реймонд                                  | 6–4, 6–7(5–7), 6–7(3–7) |
| Поразка   | 13–12 | 2011     | Japan Women's Open, Японія                                           | International | Тверде     | Шведова Ярослава В'ячеславівна | Дате-Крумм Кіміко Чжан Шуай                                | 5–7, 6–3, [9–11]        |
| Перемога  | 14–12 | 2011     | Кубок Кремля, Росія                                                  | Premier       | Тверде (i) | Шведова Ярослава В'ячеславівна | Родіонова Анастасія Іванівна Галина Воскобоєва             | 7–6(7–3), 6–3           |
| Поразка   | 14–13 | 2012     | Silicon Valley Classic, США                                          | Premier       | Тверде     | Ярміла Вулф                    | Марина Еракович Гезер Вотсон                               | 5–7, 6–7(7–9)           |
| Поразка   | 14–14 | 2012     | Southern California Open, США                                        | Premier       | Тверде     | Петрова Надія Вікторівна       | Ракел Атаво Абігейл Спірс                                  | 2–6, 4–6                |
| Поразка   | 14–15 | 2012     | Hansol Korea Open Tennis Championships, Південна Корея               | International | Тверде     | Акгуль Аманмурадова            | Ракель Копс-Джонс Абігейл Спірс                            | 6–2, 2–6, [8–10]        |
| Поразка   | 14–16 | 2013     | Guangzhou Open, КНР                                                  | International | Тверде     | Воскобоєва Галина Олегівна     | Сє Шувей Пен Шуай                                          | 3–6, 6–4, [10–12]       |
| Поразка   | 14–17 | 2014     | Copa Colsanitas Santander, Колумбія                                  | International | Ґрунт      | Шанелль Схеперс                | Лара Арруабаррена Каролін Гарсія                           | 6–7(5–7), 4–6           |
| Перемога  | 15–17 | 2016     | WTA Shenzhen Open, КНР                                               | International | Тверде     | Моніка Нікулеску               | Сюй Їфань Чжен Сайсай                                      | 6–1, 6–4                |
| Поразка   | 15–18 | 2016     | Birmingham Classic, Great Britain                                    | Premier       | Трава      | Кудрявцева Алла Олександрівна  | Кароліна Плішкова Барбора Стрицова                         | 3–6, 6–7(1–7)           |

## Фінали WTA 125K series

### Парний розряд: 1 (поразка)
| Результат | W–L | Дата                          | Турнір                        | Покриття | Партнер          | Опоненти                      | Рахунок  |
| --------- | --- | ----------------------------- | ----------------------------- | -------- | ---------------- | ----------------------------- | -------- |
| Поразка   | 0–1 | Oracle Challenger Series 2018 | Indiann Wells Challenger, США | Тверде   | Дженніфер Брейді | Тейлор Таунсенд Яніна Вікмаєр | 4–6, 4–6 |

## Фінали ITF

### Одиночний розряд: 2 (поразки)
| Легенда          |
| ---------------- |
| Турніри $100,000 |
| Турніри $80,000  |
| Турніри $60,000  |
| Турніри $25,000  |
| Турніри $10,000  |

| Фінали за покриттям |
| ------------------- |
| Тверде (0–2)        |
| Ґрунт (0–0)         |
| Трава (0–0)         |
| Килим (0–0)         |

| Результат | W–L | Дата     | Турнір                   | Tier   | Покриття | Опонент      | Рахунок       |
| --------- | --- | -------- | ------------------------ | ------ | -------- | ------------ | ------------- |
| Поразка   | 0–1 | Лис 2005 | ITF Tucson, США          | 75,000 | Тверде   | Юліана Федак | 5–7, 0–6      |
| Поразка   | 0–2 | Лют 2016 | ITF Rancho Santa Fe, США | 25,000 | Тверде   | Чжан Шуай    | 6–1, 5–7, 4-6 |

### Парний розряд: 8 (7 титулів, 1 поразка)
| Легенда                 |
| ----------------------- |
| Турніри $100,000        |
| Турніри $80,000         |
| $50,000/Турніри $60,000 |
| Турніри $25,000         |
| Турніри $10,000         |

| Фінали за покриттям |
| ------------------- |
| Тверде (6–1)        |
| Ґрунт (1–0)         |
| Трава (0–0)         |
| Килим (0–0)         |

| Результат | W–L | Дата     | Турнір                          | Tier      | Покриття | Партнер              | Опоненти                           | Рахунок          |
| --------- | --- | -------- | ------------------------------- | --------- | -------- | -------------------- | ---------------------------------- | ---------------- |
| Перемога  | 1–0 | Чер 2004 | ITF Fort Worth, США             | 10,000    | Тверде   | Енн Мелл             | Нега Уберой Шіха Уберой            | 2–6, 6–3, 7-5(5) |
| Поразка   | 1–1 | Лип 2004 | ITF Evansville, США             | 10,000    | Тверде   | Гейді Ель Табах      | Kelly Schmandt Aleke Tsoubanos     | 4–6, 4-6         |
| Перемога  | 2–1 | Сер 2009 | ITF Bronx, США                  | 100,000+H | Тверде   | Анна-Лена Гренефельд | Жюлі Куен Марі-Ев Пеллетьє         | 6–0, 6–2         |
| Перемога  | 3–1 | Тра 2013 | ITF Cagnes-Sur-Mer, Франція     | 100,000   | Ґрунт    | Аранча Рус           | Каталіна Кастаньйо Тельяна Перейра | 4–6, 7–5, [10-8] |
| Перемога  | 4–1 | Лис 2015 | ITF Waco, США                   | 50,000    | Тверде   | Ніколь Гіббс         | Юлія Глушко Ребекка Петерсон       | 6–4, 6–4         |
| Перемога  | 5–1 | Лют 2018 | Burnie International, Австралія | 60,000    | Тверде   | Лора Робсон          | Коборі Момоко Тіхіро Мурамацу      | 7–6(3), 6–1      |
| Перемога  | 6–1 | Сер 2019 | ITF Landisville, США            | 60,000    | Тверде   | Клер Лю              | Гейлі Картер Джеймі Лоеб           | 4–6, 6-2, [10–5] |
| Перемога  | 7–1 | Бер 2021 | ITF Newport Beach, США          | 25,000    | Тверде   | Меган Менасс         | Еміна Бектас Тара Мур              | 6–4, 6-2         |

## Досягнення

### Одиночний розряд
| Турнір                                 | 2005       | 2006       | 2007       | 2008       | 2009 | 2010 | 2011 | 2012 | 2013 | 2014 | 2015 | 2016 | 2017 | 2018 | W–L   |
| -------------------------------------- | ---------- | ---------- | ---------- | ---------- | ---- | ---- | ---- | ---- | ---- | ---- | ---- | ---- | ---- | ---- | ----- |
| Турніри Великого шлему                 |            |            |            |            |      |      |      |      |      |      |      |      |      |      |       |
| Відкритий чемпіонат Австралії з тенісу |            | К1р        | 1р         | 1р         | К2р  | 2р   | 2р   | 3р   | 1р   | 1р   |      | 2р   | 1р   |      | 5–9   |
| Відкритий чемпіонат Франції з тенісу   |            | 1р         | 1р         | 2р         | К2р  | 1р   | 3р   | 2р   | 2р   | 1р   |      | К2р  |      | 1р   | 5–9   |
| Вімблдонський турнір                   |            | 2р         | 1р         | 1р         | 2р   | 1р   | 1р   | 1р   | 1р   | 1р   |      | К3р  |      |      | 2–9   |
| Відкритий чемпіонат США з тенісу       | 2р         | 2р         | 1р         | 1р         | 3р   | 2р   | 3р   | 1р   | 1р   | 2р   | 1р   | 2р   |      | 2р   | 10–13 |
| Перемоги-Поразки                       | 1–1        | 2–3        | 0–4        | 1–4        | 3–2  | 2–4  | 5–4  | 3–4  | 1–4  | 1–4  | 0–1  | 2–2  | 0–1  | 1–2  | 22–40 |
| Турніри WTA 1000                       |            |            |            |            |      |      |      |      |      |      |      |      |      |      |       |
| Мастерс Індіан-Веллс                   |            | 3р         | 2р         | 2р         | 1р   | 2р   | 1р   | 3р   | 1р   | 1р   |      | 2р   | 1р   |      | 8–11  |
| Відкритий чемпіонат Маямі з тенісу     |            | 2р         | 2р         | 2р         | К1р  | 1р   | 1р   | 2р   | К1р  | 2р   |      | 2р   |      |      | 6–8   |
| Мастерс Мадрид                         | Not Held   | Not Held   | Not Held   | Not Held   | К1р  | К1р  | 2р   | 1р   |      | К1р  |      |      |      |      | 1–2   |
| Мастерс Рим                            |            |            |            |            | 1р   |      | 1р   | 2р   |      | К1р  |      | 2р   |      |      | 2–4   |
| Мастерс Канада                         |            |            |            | 1р         | К1р  | 2р   | 1р   |      | К1р  |      |      |      |      |      | 1–3   |
| Мастерс Цинциннаті                     | Not Held   | Not Held   | Not Tier I | Not Tier I |      | 1р   | 1р   | 1р   | 2р   |      |      |      |      | К1р  | 1–4   |
| Toray Pan Pacific Open/Wuhan Open      | Not Tier I | Not Tier I | Not Tier I | Not Tier I | К1р  |      | 3р   | 1р   |      |      |      |      |      | К2р  | 2–2   |
| China Open (теніс)                     | Not Held   | Not Held   | Not Tier 1 | Not Tier 1 | 2р   |      |      | 1р   |      |      |      | К1р  |      |      | 1–2   |

### Парний розряд
| Турнір                                 | 2005            | 2006            | 2007            | 2008            | 2009            | 2010 | 2011 | 2012            | 2013            | 2014            | 2015            | 2016            | 2017            | 2018            | 2019            | 2020 | 2021 | SR     | W–L   |
| -------------------------------------- | --------------- | --------------- | --------------- | --------------- | --------------- | ---- | ---- | --------------- | --------------- | --------------- | --------------- | --------------- | --------------- | --------------- | --------------- | ---- | ---- | ------ | ----- |
| Турніри Великого шлему                 |                 |                 |                 |                 |                 |      |      |                 |                 |                 |                 |                 |                 |                 |                 |      |      |        |       |
| Відкритий чемпіонат Австралії з тенісу |                 |                 | 2р              | 1р              | 1р              | 2р   | 1р   | ЧФ              | 1р              | 2р              |                 | ЧФ              | 3р              | ЧФ              | 1р              | 1р   |      | 0 / 13 | 14–13 |
| Відкритий чемпіонат Франції з тенісу   |                 | 1р              | 1р              | 1р              | 3р              | 2р   | ПФ   | ЧФ              | 3р              | 1р              |                 | 1р              |                 | 3р              |                 |      |      | 0 / 11 | 14–11 |
| Вімблдонський турнір                   |                 | 1р              | 1р              | 3р              | ЧФ              | W    | 2р   | 1р              | 3р              | 1р              |                 | 2р              |                 | 3р              |                 | NH   |      | 1 / 11 | 17–10 |
| Відкритий чемпіонат США з тенісу       | 1р              | 2р              | 3р              | 1р              | 3р              | W    | F    | 3р              | 2р              | 3р              | 2р              | 3р              |                 | 1р              | ПФ              |      |      | 1 / 14 | 28–13 |
| Перемоги-Поразки                       | 0–1             | 1–3             | 3–4             | 2–4             | 7–4             | 14–2 | 10–4 | 8–4             | 5–4             | 3–4             | 1–1             | 6–4             | 2–1             | 7–4             | 4–2             | 0–1  | 0–0  | 2 / 49 | 73–47 |
| Рік-end championships                  |                 |                 |                 |                 |                 |      |      |                 |                 |                 |                 |                 |                 |                 |                 |      |      |        |       |
| Фінал WTA                              | Did not qualify | Did not qualify | Did not qualify | Did not qualify | Did not qualify | ПФ   | ПФ   | Did not qualify | Did not qualify | Did not qualify | Did not qualify | Did not qualify | Did not qualify | Did not qualify | Did not qualify | NH   | DNQ  | 0 / 2  | 0–2   |
| Турніри WTA 1000                       |                 |                 |                 |                 |                 |      |      |                 |                 |                 |                 |                 |                 |                 |                 |      |      |        |       |
| Мастерс Індіан-Веллс                   |                 |                 | ЧФ              | 1р              | 1р              |      | ЧФ   | 2р              | 1р              | 1р              |                 | ЧФ              | 2р              | ЧФ              |                 | NH   |      | 0 / 10 | 10–10 |
| Відкритий чемпіонат Маямі з тенісу     |                 |                 | 2р              | 1р              | 1р              | ЧФ   | 1р   | ПФ              | 1р              | 2р              |                 | ЧФ              | ЧФ              | 2р              |                 | NH   | 1р   | 0 / 12 | 12–12 |
| Мастерс Мадрид                         | Not Held        | Not Held        | Not Held        | Not Held        | 2р              | ЧФ   | ПФ   | 1р              |                 | ЧФ              |                 | ПФ              |                 |                 |                 | NH   |      | 0 / 6  | 11–6  |
| Мастерс Рим                            |                 |                 |                 |                 |                 |      | F    | 2р              |                 | 1р              |                 | 1р              |                 | ЧФ              |                 |      |      | 0 / 5  | 7–5   |
| Мастерс Канада                         |                 |                 |                 | 2р              | 1р              | 2р   |      |                 | 1р              |                 |                 |                 |                 |                 |                 | NH   |      | 0 / 4  | 2–4   |
| Мастерс Цинциннаті                     | Not Tier I      | Not Tier I      | Not Tier I      | Not Tier I      |                 | 2р   | W    |                 | 2р              |                 |                 | ЧФ              |                 | 1р              |                 |      |      | 1 / 5  | 8–4   |
| Toray Pan Pacific Open/Wuhan Open      |                 |                 | F               | W               | 1р              | 1р   | ПФ   | 1р              |                 |                 |                 |                 |                 | 2р              | 2р              | NH   | NH   | 1 / 8  | 11–6  |
| China Open (теніс)                     | Not Tier I      | Not Tier I      | Not Tier I      | Not Tier I      | 1р              | ПФ   | ПФ   | 2р              | 2р              |                 |                 | 2р              |                 |                 | 1р              | NH   | NH   | 0 / 7  | 7–7   |

### Мікст
| Турнір                                 | 2005 | 2006 | 2007 | 2008 | 2009 | 2010 | 2011 | 2012 | 2013 | 2014 | 2015 | 2016 | 2017 | 2018 | W–L   |
| -------------------------------------- | ---- | ---- | ---- | ---- | ---- | ---- | ---- | ---- | ---- | ---- | ---- | ---- | ---- | ---- | ----- |
| Відкритий чемпіонат Австралії з тенісу | –    | –    | –    | 1рKU | –    | –    | 1рMM | –    | 1рMM | –    | –    | –    | 1рHT | 2рFS | 1–5   |
| Відкритий чемпіонат Франції з тенісу   | –    | –    | 1рFC | –    | ФMM  | ПФCK | 1рDN | –    | –    | –    | –    | –    | –    | 2рFS | 8–5   |
| Вімблдонський турнір                   | –    | –    | 2рVS | 1рDM | 1рJK | 1рCK | 1рDB | –    | –    | 2рTB | –    | –    | –    | 1рFS | 2–7   |
| Відкритий чемпіонат США з тенісу       | –    | ЧФVS | 2рVS | –    | 1рMM | 1рHT | 1рRB | –    | –    | –    | –    | –    | –    | –    | 3–5   |
| Перемоги-Поразки                       | 0–0  | 2–1  | 2–3  | 0–2  | 4–3  | 3–3  | 0–4  | 0–0  | 0–1  | 1–1  | 0–0  | 0–0  | 0–1  | 2–3  | 14–22 |

KU= партнер Кевін Ульєтт

FC= партнер Франтішек Чермак

MM= партнер Марсело Мело

CK= партнер Крістофер Кас

VS= партнер Вінс Спейдія

DM= партнер Девід Мартін

JK= партнер Джордан Керр

HT= партнер Горія Текеу

DN= партнер Деніел Нестор

DB= партнер Дастін Браун

RB= партнер Роган Бопанна

TB= партнер Томаш Беднарек

FS= партнер Франко Шкугор

## Виноски
1. 1 2  Player Profile // WTA website
2. ↑  Queen of the court says farewell.

| Тенісист | Це незавершена стаття про тенісиста чи тенісистку. Ви можете допомогти проєкту, виправивши або дописавши її. |